# Tías
Tías – gmina w Hiszpanii, w prowincji Las Palmas, we wspólnocie autonomicznej Wysp Kanaryjskich, o powierzchni 64,61 km². W 2011 roku gmina liczyła 20 228 mieszkańców.